# Cappella di Reginald Pole

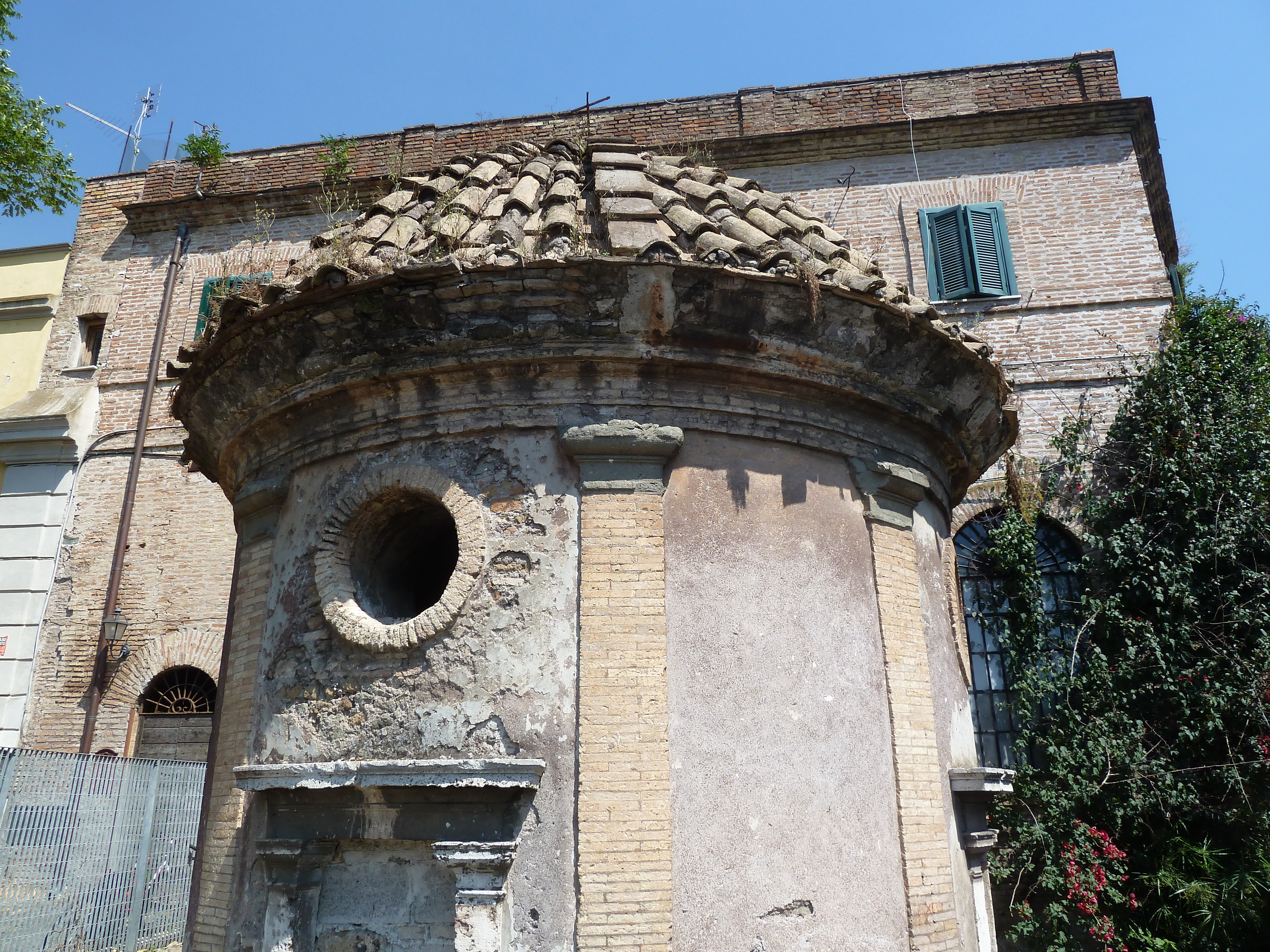
Vista da capela.

Cappella di Reginald Pole é uma capela atualmente desconsagrada localizada ao lado do Sepulcro de Priscila, no trecho da Via Ápia Antiga logo depois da igreja de Domine Quo Vadis, no quartiere Appio-Latino de Roma, perto da esquina com a Via della Caffarella. Ela fica no interior do Parco Regionale dell'Appia Antica.

## História
Esta capela foi construída em 1539 pelo  cardeal Reginald Pole, do Reino da Inglaterra, que estava exilado em Roma depois que Henrique VIII rejeitou a autoridade papal. Há três teorias alternativas sobre sua motivação: a primeira conta que Henrique teria enviado assassinos para eliminarem o cardeal e a capela é um agradecimento pelo fracasso de uma emboscada realizada no local. A segunda é que o cardeal acreditava que a igreja de Domine Quo Vadis estava no lugar errado pois Pole acreditava que Cristo havia se encontrado com São Pedro mais adiante na Via Ápia, uma teoria bastante improvável. Finalmente, há os que defendem que a capela marca o ponto onde os dignitários da cidade encontraram o imperador Carlos V em sua visita a Roma em 1536.
Seja como for, a capela tornou-se propriedade do English College de Roma, mas foi abandonada no início do século XX. Atualmente é um santuário para morcegos e está em condições razoáveis de conservação. O acesso é vedado e ela está rodeada por uma cerca.

## Descrição
A capela é um pequeno edifício cilíndrico construída com materiais reaproveitados, revestida de estuque e baseada no antigo Túmulo de Ânia Regila, que fica nas imediações. Há oito pilastras dóricas feitas de tijolos amarelos com plintos e capitéis de granito dividindo a parede curva em oito setores de igual tamanho. Estas pilastras sustentam um entablamento em travertino e, acima dele, está um telhado que se encaixa na cornija. No alto de cada setor está uma janela circular com moldura de tijolos amarelos. Há duas portas posicionadas em ângulo reto entre si e cada uma delas tem um par de pilastras dóricas sustentando um entablamento com cornija projetada adiante, tudo em travertino. 
Embora o edifício seja chamado de capela, ele se parece mais com uma casula, um pequeno santuário devocional, pois é pouco provável que ali tenham se celebrado missas. Ele se parece com San Giovanni in Oleo no estilo e no layout, especialmente a existência de duas portas portas (neste caso posicionadas em ângulo), possivelmente um arranjo para acelerar a passagem de peregrinos visitando uma suposta relíquia preservada no local.
Depois que o edifício foi abandonado, as portas foram emparedadas com blocos de cimento. Antes disto, havia no interior pinturas do século XVI.